# اسکوات

اسکوات پشت موازی

در بدن‌سازی و تناسب اندام، به چُنبَک زدن بدون بغل کردن دستان، اصطلاحاً اسکوآت (squat) یا (با تلفظ غیردقیق) اسکات  یا در فارسی《بشین-پاشو》می‌گویند.
اسکوآت یا چنبک ورزشی، حرکتی است چندمفصلی که ماهیچه‌های چهارسر ران را هدف گرفته اما به خاطر ماهیتی که دارد، عضلات پشت، عضلات سرینی (باسن)، عضلات شکم و عضلات همسترینگ (پشت پا) را هم درگیر می‌کند.
اسکوات یکی از حرکت‌های اصلی ورزش وزنه‌برداری قدرتی است و دو حرکت دیگر پرس سینه و ددلیفت هستند. این حرکت در دو مرحله بررسی می‌شود:
الف) حرکت به طرف پایین تا حدی که زانوها به اندازه ۹۰درجه خم شوند.
عضلات درگیر در این حرکت، در مفصل ران شامل سرینی بزرگ، نیم غشایی، نیم وتری، و دو سررانی، هستند. در مفصل زانو شامل راست رانی، پهن میانی، پهن خارجی، و پهن داخلی می‌باشند و در حرکت دورسی فلکشن مچ پا دوقلو نعلی هستند. عضلات بازکننده مفصل ران، زانو و ماهیچه‌های کف‌پایی فلکشن مچ پا همگی به‌صورت اکسنتریک در این حرکت (وضعیت زانو خم) منقبض می‌شوند.
ب) برگشت به وضعیت شروع
تمامی عضلات بخش قبل در این بخش درگیر هستند و فقط نوع انقباض عضلات در این حرکت کانستریک (درون‌گرا) است.

## ماهیچه‌های درگیر
ماهیچه‌های اصلی
ماهیچه سرینی بزرگ، ماهیچه چهارسر ران، ماهیچه‌های همسترینگ
ماهیچه‌های فرعی
- ماهیچه عرضی شکم، ماهیچه سرینی متوسط/کوچک، ماهیچه دوقلو[۱]

## رکوردهای جهانی
جونتس از فنلاند در ۸ اکتبر ۲۰۱۱ اسکواتی با وزن ۵۷۵ کیلوگرم انجام داد و رکورد قبلی که متعلق به دانی تامسن از آمریکا (به وزن ۵۷۳ کیلوگرم) بود را شکست.